# Мухтаров, Шамиль Джаватович
Шамиль Джаватович Мухтаров (13 ноября 1952, Смирных, Поронайский район, Сахалинская область, РСФСР, СССР — 9 сентября 2022, Москва, Российская Федерация) — советский и российский военный деятель, инженер-конструктор. Заслуженный военный специалист Российской Федерации, генерал-майор.
Заместитель командующего — главный инженер Морской авиации Военно-морского флота России (2000—2008). Главный конструктор Авиационного комплекса имени С. В. Ильюшина (2008—2022), директор программ Ил-38, Ил-18 и Ил-62.

## Биография

### Происхождение
Шамиль Мухтаров родился 13 ноября 1952 года в посёлке Смирных на острове Сахалин в семье военного лётчика — ветерана Великой Отечественной войны Мухтарова Джавата Закировича (1923—1958); татарин. Отец — уроженец города Ташкента, кавалер орденов Красного Знамени (1942), Отечественной войны II степени (1945), Красной Звезды (1956), дослужился до звания капитана — погиб 27 июля 1958 года.
В 1970 году после окончания средней школы в посёлке Монино Московской области Шамиль Мухтаров поступил в Рижское высшее военное авиационное инженерное училище им. Я. И. Алксниса.

### Военная служба
После окончания училища в Риге с 1975 по 1981 год проходил службу на инженерно-технических должностях и кораблях Военно-морского флота СССР. С 1975 года работал в должности заместителя командира, командира авиационной боевой части (БЧ-6) тяжелого авианесущего крейсера «Минск», на котором принимал участие в организации, освоении эксплуатации и боевого применения самолётов вертикального взлета и посадки Як-38, вертолётов Ка-25.
В 1983 году в Москве окончил факультет подготовки руководящего инженерно-технического состава Военно-воздушной инженерной академии имени профессора Н. Е. Жуковского и был направлен на службу в морской авиации Тихоокеанского флота ВМФ СССР. В 1980-е годы жил в гарнизоне, расположенном в селе Кневичи Приморского края.
В 1990 году был переведён на службу в Управление Военно-воздушных сил Военно-морского флота СССР (с сентября 1992 — Управление командующего Авиацией Военно-морского флота России) в должности главного инженера по самолётам и двигателям.
С 2000 по 2008 год — заместитель командующего — главный инженер морской авиации Военно-морского флота России. Принимал участие в обеспечении безопасности полетов и боевой готовности морской истребительной, ракетоносной, бомбардировочной и противолодочной авиации. Принимал участие в эксплуатации самолётов Ту-16, Ту-22, занимался переводом на эксплуатацию по техническому состоянию самолётов типа Су-27П, Су-24М. Занимался вопросами организации эксплуатации и боевого применения самолетов Су-27К, вертолётов Ка-27, Ка-29 при базировании их на тяжелом авианесущем крейсере «Адмирал Кузнецов», принимал участие в испытаниях систем управления вооружением на самолетах Су-33 и МиГ-31.

### Работа в «Ил»
С 2008 года Шамиль Мухтаров — главный конструктор ОАО «Авиационный комплекс им. С. М. Ильюшина» (ПАО «Ил»), где под его руководством проводилась модернизация противолодочных самолётов Ил-38, а также велись работы по поддержанию лётной годности самолётов Ил-18, Ил-20, Ил-38, Ил-38Н, Ил-38SD, Ил-62. На 2014 год возглавлял дирекцию программы Ил-38.
14 декабря 2018 года Ш. Д. Мухтаров был награждён медалью ордена «За заслуги перед отчеством» II степени. К 2022 году в ПАО «Ил» также значился директором программ Ил-18 и Ил-62.
Умер 9 сентября 2022 года в Москве.

## Награды
- Орден «За военные заслуги»,
- Медаль ордена «За заслуги перед Отечеством» II степени (2018),
- Заслуженный военный специалист Российской Федерации
- Медали Министерства обороны Российской Федерации